# Holocanthon mateui
Holocanthon mateui är en skalbaggsart som beskrevs av Martinez och Guido Pereira 1956. Holocanthon mateui ingår i släktet Holocanthon och familjen bladhorningar. Inga underarter finns listade i Catalogue of Life.